# Tosyle

Un groupement tosyle (en bleu) avec un groupe générique R attaché.

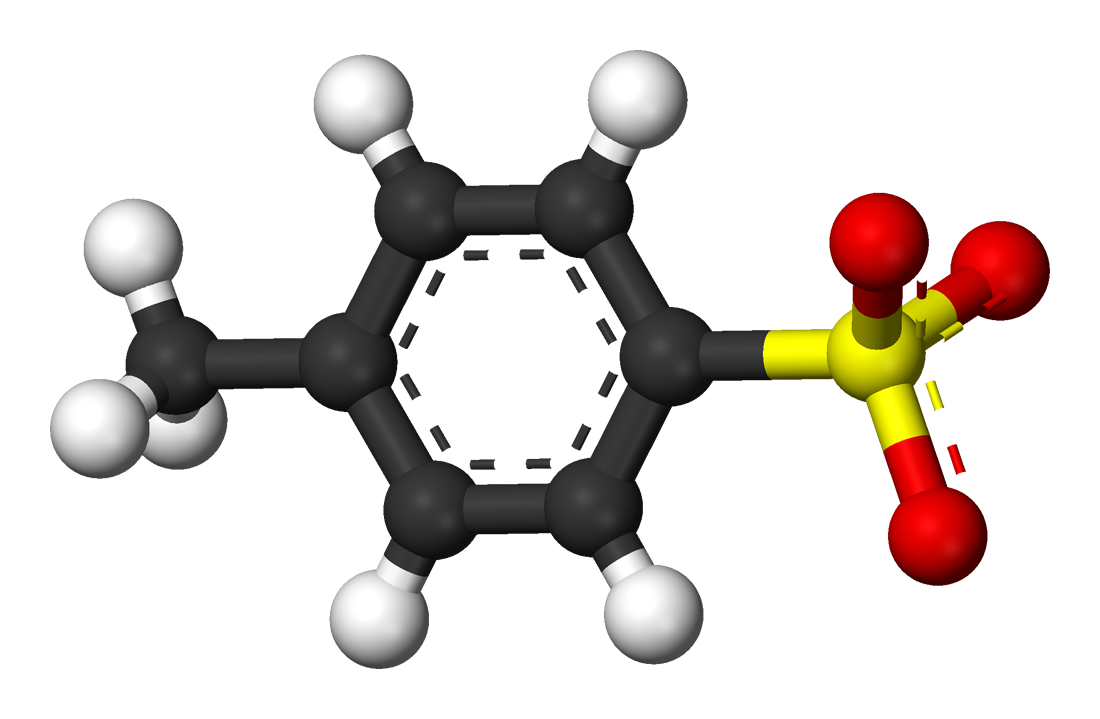
Modèle boules et bâtons de l'anion tosylate.

Un groupe tosyle (abrégé Ts ou Tos) de formule semi-développée CH3C6H4SO2 est composé de l'association d'un groupe toluène et d'un groupe sulfonyle en position para, c'est pourquoi on l'appelle aussi paratoluènesulfonyle. Ce groupe est dérivé du chlorure de tosyle (CH3C6H4SO2Cl), le chlorure de l'acide paratoluènesulfonique qui forme facilement des esters (tosylates, abrégés OTs) et des amides de cet acide. L'orientation para comme illustrée à droite est la plus courante et par convention tosyle fait systématiquement référence au paratoluènesulfonyl.
Le groupe tosyle est attracteur d'électron et est un excellent nucléofuge. Mis en place par réaction, généralement dans un solvant aprotique souvent la pyridine dont la basicité active la réaction, entre un alcool et le chlorure de 4-toluènesulfonyl, il peut aussi servir de groupe protecteur pour la fonction alcool. Les tosylates (toluènesulfonates) sont sensibles aux attaques nucléophiles et aux éliminations à tel point qu'ils ont une durée de vie limitée dans l'air, ceci étant dû à une hydrolyse facile en présence d'eau et de lumière.
Des groupes similaires sont les brosylates "Br" (p-bromobenzènesulfonyl) dans lequel le groupe méthyl du toluène a été remplacé par un atome de brome, les nosylates "Ns" (4-nitrobenzènesulfonyl) avec un groupe nitro en position para et les "Nps" (2-nitrobenzènesulfonyl) où le groupe nitro est en position ortho.

## Utilisations
L'emploi de ces groupes fonctionnels est bien illustré dans la synthèse de la toltérodine - un principe actif - où, dans une étape, un groupe phénol est bloqué par un groupe tosyle et une fonction alcool primaire par un groupe nosyle. Ce dernier est un groupe partant et laisse place à la diisopropylamine tandis que le tosyle n'est qu'un groupe protecteur qui empêche le proton du crésol, relativement acide, de protoner la diisopropylamine et ainsi de gêner la substitution nucléophile,:

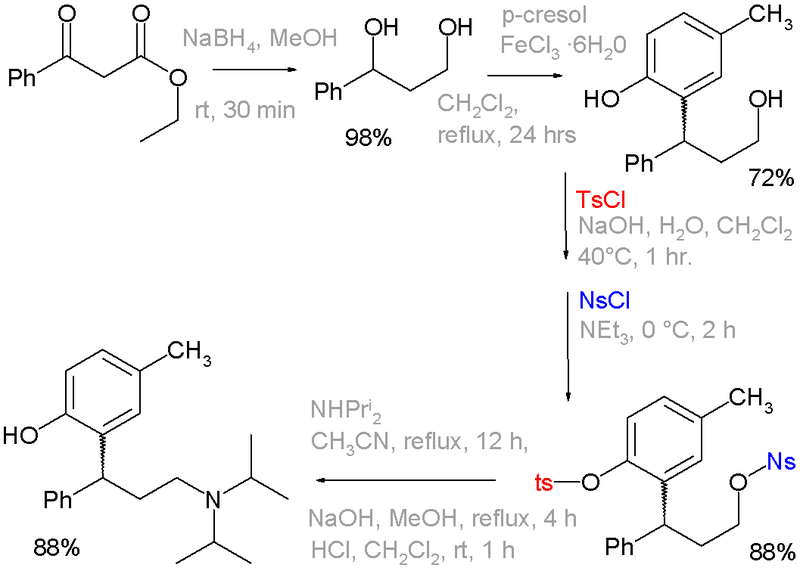
Synthèse de la toltérodine.